# Syngonium sagittatum
Syngonium sagittatum är en kallaväxtart som beskrevs av George Sydney Bunting. Syngonium sagittatum ingår i släktet Syngonium och familjen kallaväxter. Inga underarter finns listade.